# 김한필 효자문
김한필 효자문은 대한민국 충청북도 영동군 심천면에 있다. 1997년 7월 4일 영동군의 향토유적 제57호로 지정되었다.

## 개요
김자수 후손인 김한필의 효행을 기리기 위해 1741년 건립한 정문이다.